# Dmitri Kozlovski
Dmitri Eduárdovich Kozlovski –en ruso, Дмитрий Эдуардович Козловский– (San Petersburgo, 23 de diciembre de 1999) es un deportista ruso que compite en patinaje artístico, en la modalidad de parejas.
Ganó una medalla de bronce en el Campeonato Mundial de Patinaje Artístico sobre Hielo de 2021 y tres medallas en el Campeonato Europeo de Patinaje Artístico sobre Hielo entre los años 2019 y 2022.

## Palmarés internacional
| Campeonato Mundial | Campeonato Mundial  | Campeonato Mundial | Campeonato Mundial |
| Año                | Lugar               | Medalla            | Categoría          |
| ------------------ | ------------------- | ------------------ | ------------------ |
| 2021               | Estocolmo (Suecia)  | Medalla de bronce  | Parejas            |
| Campeonato Europeo |                     |                    |                    |
| Año                | Lugar               | Medalla            | Categoría          |
| 2019               | Minsk (Bielorrusia) | Medalla de bronce  | Parejas            |
| 2020               | Graz (Austria)      | Medalla de oro     | Parejas            |
| 2022               | Tallin (Estonia)    | Medalla de bronce  | Parejas            |